# اپسیلون اژدها
اپسیلون اژدها یک ستاره است که در صورت فلکی اژدها قرار دارد.